# Ribas do Rio Pardo
Ribas do Rio Pardo là một đô thị thuộc bang Mato Grosso do Sul, Brasil. Đô thị này có diện tích 17308,718 km², dân số năm 2007 là 19101 người, mật độ 1,1 người/km².